# Adrian (kostymtecknare)
Adrian Adolph Greenberg , född 3 mars 1903, död 13 september 1959, var en amerikansk kostymtecknare, känd under designernamnet Adrian.
Adrian var verksam i Hollywood och kom genom sitt sätt att klä de ledande kvinnliga filmstjärnorna, främst Joan Crawford och Greta Garbo att under 1920- och 1930-talen även att påverka modet i Västeuropa.